# コセンダングサ
コセンダングサ（小栴檀草、学名: Bidens pilosa var. pilosa）は、キク科センダングサ属の一年草。道端や空き地などに生える雑草。センダングサに比べ、舌状花はなく、小葉の数が少なくて先が細まらず、全体に細毛が多くて白っぽいのが特徴。
和名は、センダングサより小さいという意味だが、実際はセンダングサより小型ではない。
母種 Bidens pilosa はリンネの『植物の種』(1753年) で記載された植物種の一つである。

## 特徴
一年生の草本。茎の高さは、50 - 110センチメートルほどになる。茎は淡緑色で細かい毛が多く、断面は、4 - 6辺形。葉は下方では対生するが、上方では互生する。多くは3-5枚の小葉に分かれ、小葉はセンダングサほどは先が細くならない。葉縁の鋸歯は一般に鈍頭である。葉の両面共に細かい毛がある。
花期は夏から秋（9 - 10月）。黄色の頭花は筒状で総苞片は短い。総苞片は1列に並び7 - 8個つき、へら形で頭花の径とほぼ同調で、縁には毛がある。頭花は一般に筒状花のみで舌状花はなく、筒状花は両生で、子房には3 - 4本のトゲがあり、花床には鱗片がある。
果実（痩果）は細長く7 - 15 mm、先端にかぎ状の剛毛がついた3 - 4本の棘があり衣服などに付きやすく、ひっつき虫と呼ばれる一種。根には強力なアレロパシー作用が確認されている。

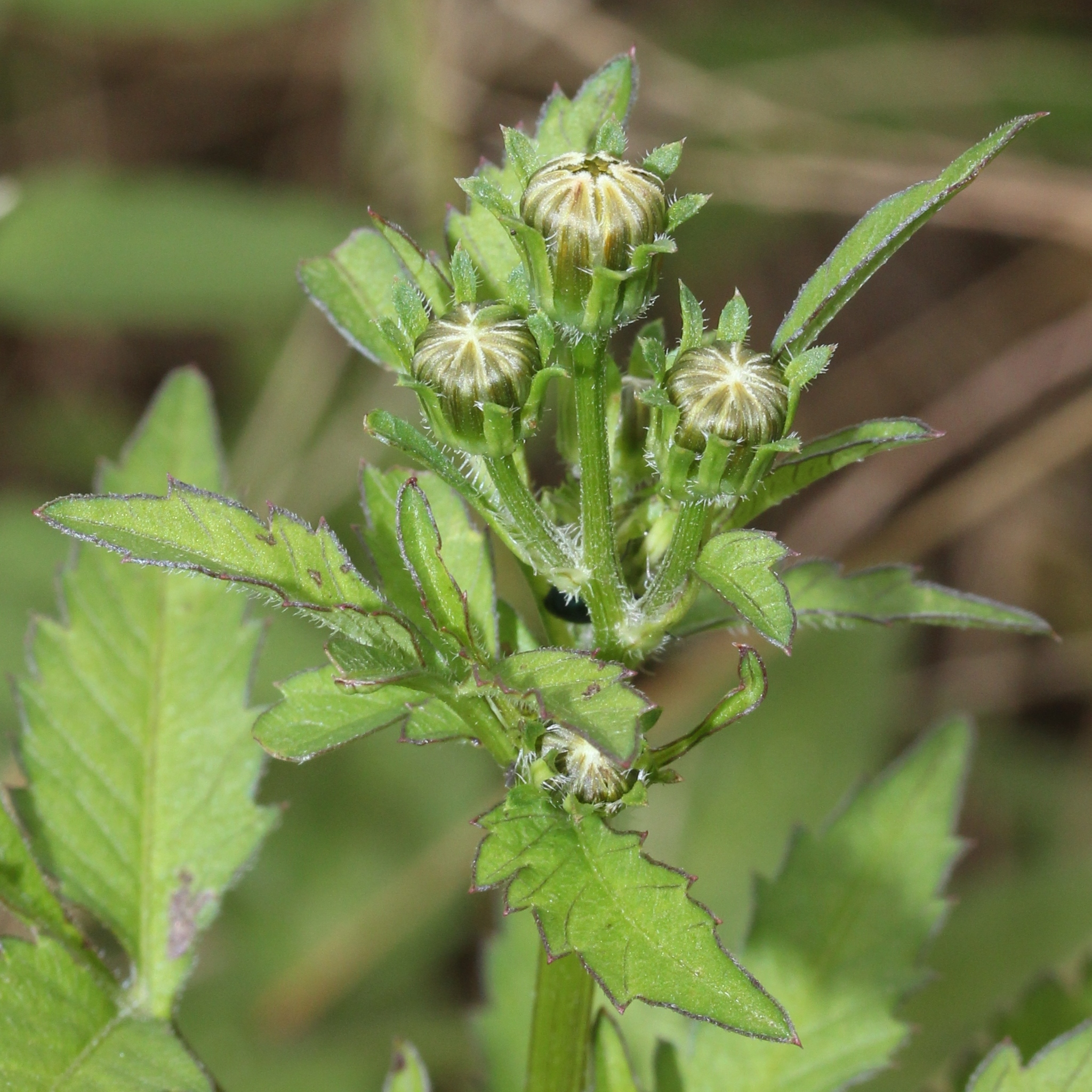
蕾
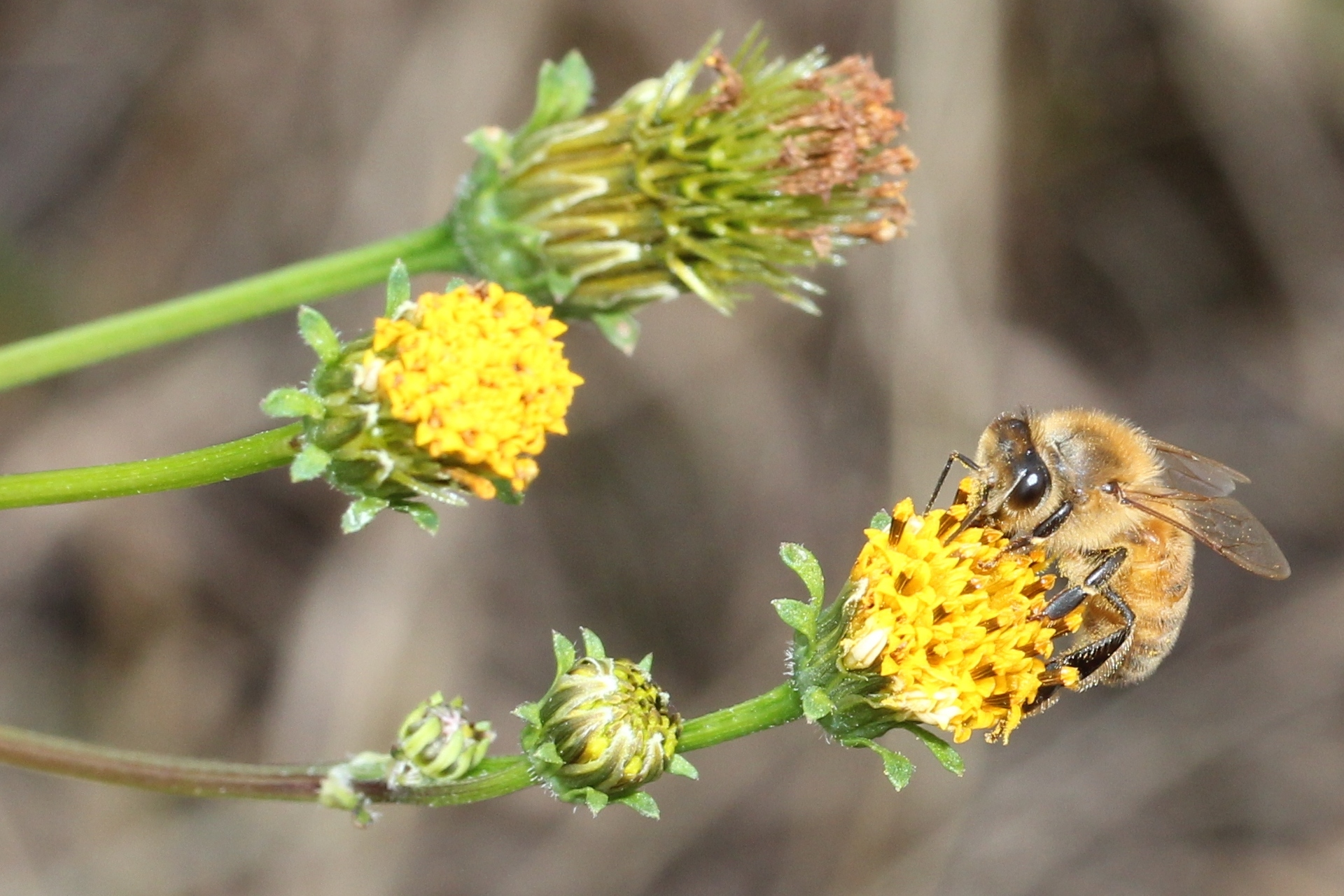
筒状の頭花を吸蜜するセイヨウミツバチ
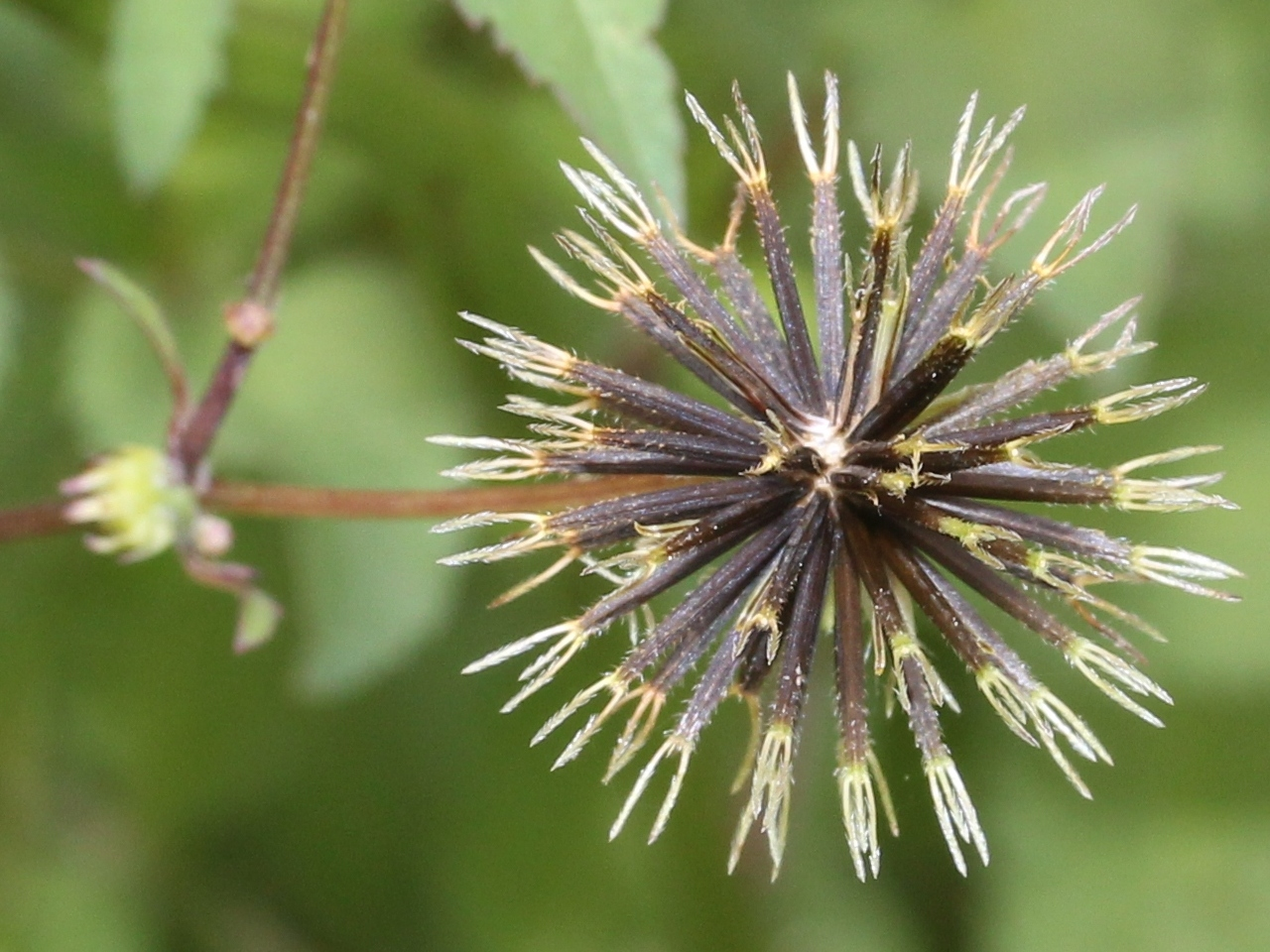
痩果の先端には棘があり、ひっつき虫と呼ばれる一種

## 分布
北アメリカ原産で、世界の暖帯から熱帯にかけて広く分布する。
日本では明治時代に確認された帰化植物。牧野富太郎は、京都府南部から滋賀県にかけて普通に見られるとして、センダングサと区別してコセンダングサという新たな和名を与えている。関東地方以西の河原や荒地などに広く分布する。環境省による外来生物法により、生態系被害防止外来種に指定されていたが、2022年には外されている。

## 近縁変種
- コシロノセンダングサ[1]（シロノセンダングサ、シロバナセンダングサ） Bidens pilosa var. minor - 花筒に4-7個の白い舌状の花がつく[5]。
- オオバナノセンダングサ[1]（オオバナセンダングサ、アワユキセンダングサ、タチアワユキセンダングサ） Bidens pilosa var. radiata

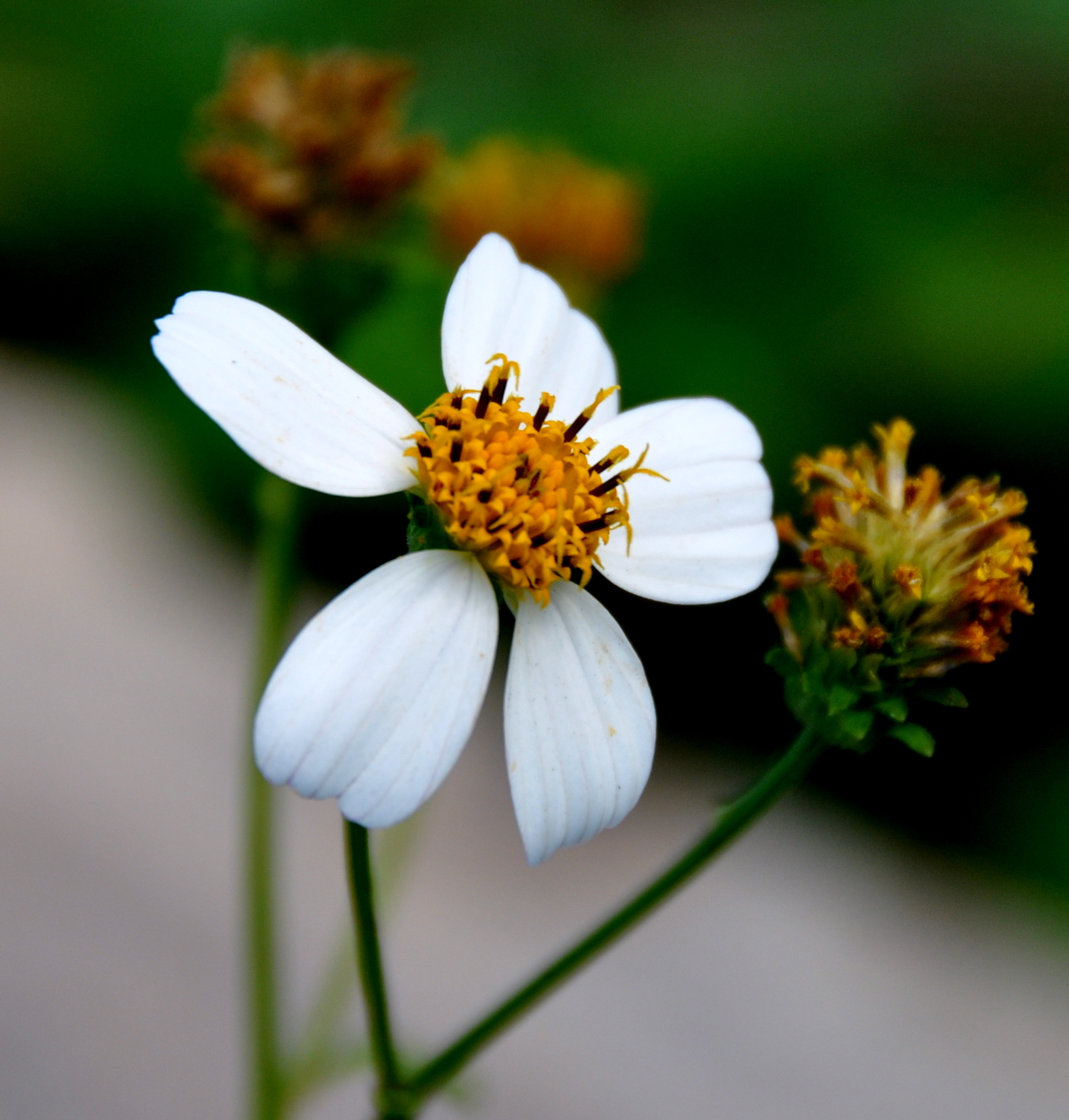
コセンダングサの母種 Bidens pilosa
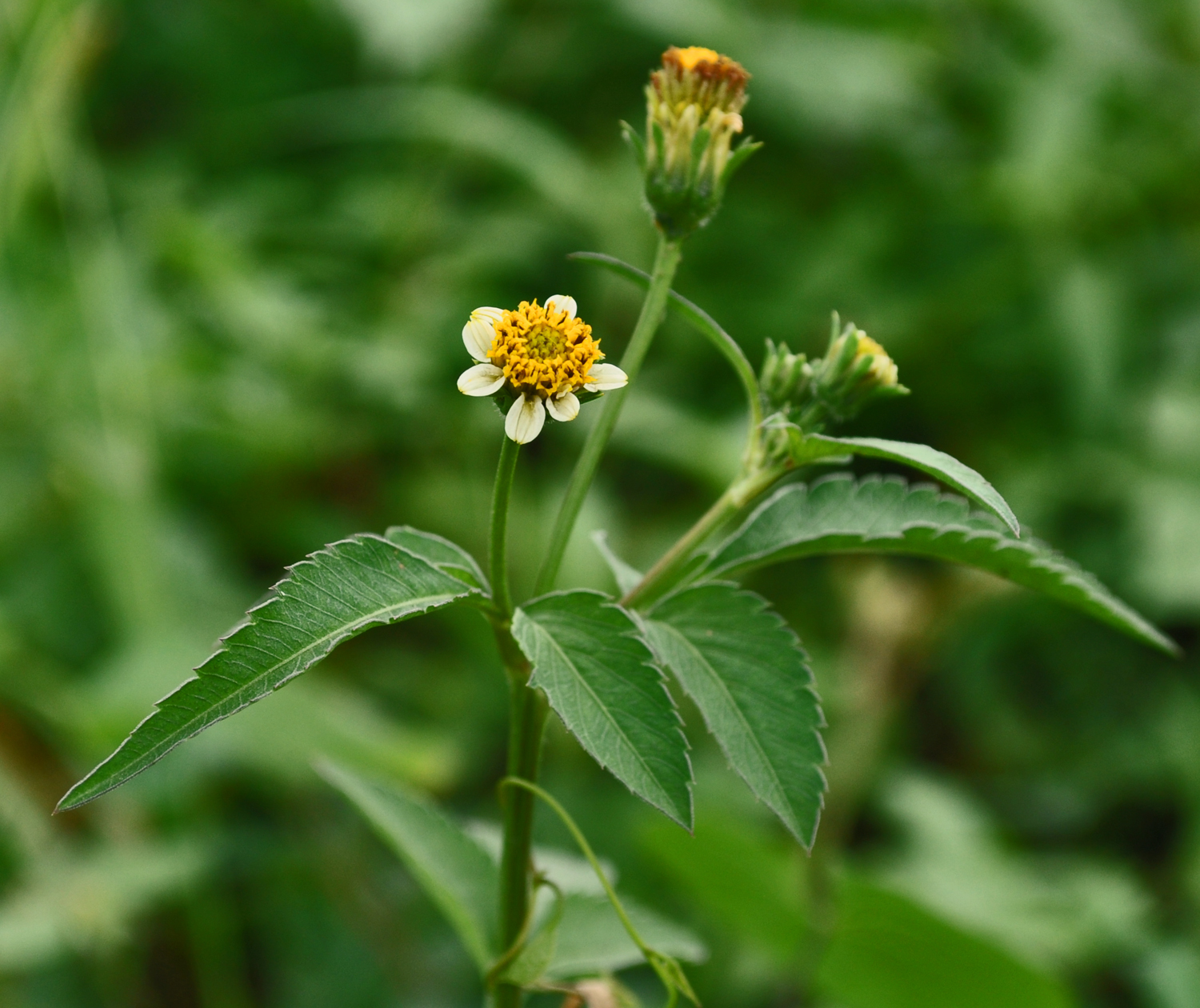
コシロノセンダングサ Bidens pilosa var. minor
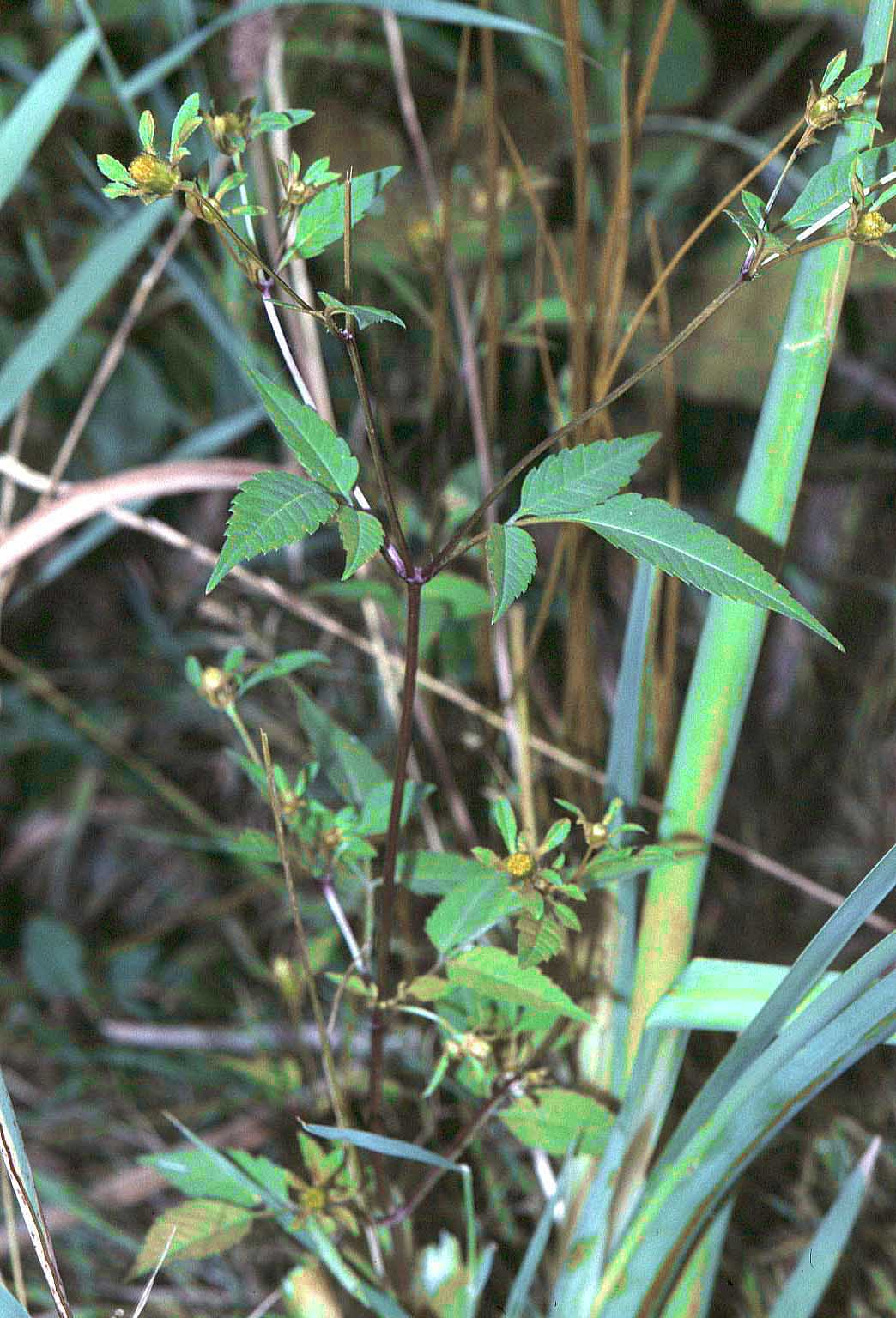
アメリカセンダングサ Bidens frondosa

## 諸言語における呼称
- 英語: cobbler's pegs[10]、hairy beggarticks[11]、blackjack[12]

ケニア
- キクユ語: mũcege[12]（モチェーゲあるいはモシェーゲ）